# تیکا (غذا)
تیکا غذایی است که از تکه‌های گوشت یا جایگزین‌های گیاهی تشکیل شده است که ریشه آن به بابل دوران باستان بازمی‌گردد. اصطلاح «تیکا» در امپراتوری گورکانی به کار رفت. تیکا از مرینت کردن قطعات در ادویه و ماست و پختن آنها در تنور درست می‌شود. این غذا در سراسر شبه قاره هند و همچنین در بریتانیا محبوب است.

## تاریخچه
منشأ دقیق این غذا نامشخص است. دستور پخت گوشت پخته شده غهمراه با ادویه جات مخلوط در سس به ۱۷۰۰ سال قبل از میلاد برمی گردد که بر روی لوح‌های خط میخی در نزدیکی بابل یافت شد و به سومری‌ها نسبت داده شده است. در زمان خاندان گورکانیان هند، مغول‌ها «تکه‌های بدون استخوان گوشت پخته» را هندوستان تیککا می‌گفتند.
این غذا انواع مختلفی دارد، هم شامل گوشت و هم گیاهی. به‌طور کلی، این غذا به عنوان «ظرفی از تکه‌های کوچک گوشت یا سبزیجات خوابانده شده در ماسالا» گفته می‌شود.

## آماده‌سازی
تیکا از تکه‌های بدون استخوان گوشت یا جایگزین‌های گیاهی مانند پنیر تشکیل شده است که در ادویه‌ها و ماست خوابانده می‌شوند و سپس به سیخ کشیده و در تنور پخته می‌شوند و به صورت خشک سرو می‌شوند.